# Марк, Юлиус
Юлиус Марк (эст. Julius Mark; 27 марта 1890, Хальяла, Ляэне-Вирумаа — 2 марта 1959, Вашингтон) — эстонский учёный-лингвист. Академик национальной Академии наук Эстонии (1938).

## Биография
Родился в семье хуторянина. Окончил Александровскую гимназию в Ревеле (1911), летом этого года отправился в Финляндию изучать финский язык.
Поступил в Юрьевский университет, изучал индоевропейские и древние языки, осенью 1912 года перевёлся в Гельсингфорский университет, специализировался по финно-угорским языкам. Студентом летом 1912 года выезжал в Венгрию для изучения венгерского языка, опубликовал сборник авторизованных переводов с венгерского с кратким обзором венгерской литературы (1914). В 1912—1913 годах собирал материал на северном побережье Эстонии.
В учёбе случился перерыв — после начала Первой мировой войны Юлиус был мобилизован в армию. В начале 1915 года опрашивал раненых солдат, этнических финно-угров, в госпитале Хельсинки. Затем начальник наблюдательной станции Свеаборгской воздухоплавательной роты (на Рижском фронте), прапорщик. Окончил университет в 1918 году. В ходе Освободительной войны в 1919—1920 годах служил в Министерстве военных дел Эстонской Республики.
В 1919 году получил степень магистра Хельсинкского университета за работу по мордовским языкам, работа была отмечена высшей премией совета университета. Осенью 1919 года был утверждён исполняющим обязанности профессора языкознания Тартуского университета. К преподаванию приступил только осенью 1921 г., после подготовки к печати докторской диссертации «Die Possessivsuffixe in der uralischen Sprachen» (притяжательные суффиксы в уральских языках), защита прошла в Хельсинки в сентябре 1923 года.
В ноябре того же года был избран ординарным профессором языкознания (уральские языки) Тартуского университета. Профессор Тартуского университета (1923—1944), декан философского факультета (1924—1925, 1938—1939).
Летом 1924 года выезжал в Венгрию, в 1925—1926 годах совершил две поездки к финским саамам. С начала декабря 1928 по начало февраля 1929 года работал в Москве и Ленинграде, исследуя мордовские языки. В СССР имя Марка было включено в список членов националистической организации СОФИН.
В 1930—1936 годах — председатель Gelehrte Estnische Gesellschaft. В 1938 году стал одним из первых 12 академиков, назначенных во вновь созданную Академию наук Эстонии. Вице-президент Эстонской Академии наук (1938—1940)
В 1944 году бежал из Эстонии, жил в Германии, Дании, с 1947 года жил и работал в США, где был учителем русского языка в Гарварде в 1947—1949 годах и в Джорджтаунском университете в Вашингтоне в 1951—1953 годах. Преподавал также финский и эстонский языки.
Современники отмечали, что Марк «считал себя чуть ли не Богом в науке», «очень
горький был человек», «но учёный
был очень большой».

## Семья
- Дочь — Карин Марк[эст.] (1922—1999), советский и эстонский антрополог.